# Deborah Eisenberg
Pour les articles homonymes, voir Eisenberg.
Deborah Eisenberg, née le 20 novembre 1945 à Winnetka dans la banlieue de Chicago est une nouvelliste, romancière, dramaturge et universitaire américaine.

## Biographie
Elle grandit à Chicago, et est installée à New York à Chelsea, depuis la fin des années 1960. Considérée aux États-Unis comme un des plus importants auteurs de nouvelles contemporains, elle a publié à ce jour six recueils de nouvelles, dont Petits désordres sans importance et Transactions dans une monnaie étrangère. Ses textes sont régulièrement publiés dans le New Yorker et elle enseigne à la Columbia University’s School of the Arts (école des beaux arts de l’université de Columbia) après avoir été professeur à  l'université de Virginie. Elle a obtenu en 2011 le PEN/Faulkner Award pour quatre de ses recueils.
Elle est la compagne de Wallace Shawn.

## Publications

### Nouvelles et recueils de nouvelles
- Your Duck is My Duck, éd. Electric Literature, 2013,
- The Collected Stories, éd. Picador 2010,
- Some Other, Better Otto. Deborah Eisenberg, éd. Picador, 2008,
- Twilight of the Superheroe, éd. Picador, 2006,
- All Around Atlantis, éd. Washington Square Press, 1998,
- The Stories (So Far), éd. Farrar, Straus and Giroux, 1997,
- Under the 82nd Airborne, éd. Ivy Book, 1992,
- Transactions in a Foreign Currency, éd.  Penguin Books, 1987,

### Théâtre
- Pastorale, éd. Samuel French, Inc, 1983, rééd. 2010

### Livres traduits en français
- Petits Désordres sans importance, Le Promeneur / Gallimard, 1993
- Transactions dans une monnaie étrangère, Le Promeneur / Gallimard, 1994
- Le Crépuscule des super-héros, éditions de l'Olivier, 2009

## Filmographie
Sauf indication contraire, les informations mentionnées dans cette section peuvent être confirmées par la base de données cinématographiques IMDb,  présente dans la section « Liens externes ».

### Scénariste
- 2020 : La Grande Traversée (Let Them All Talk) de Steven Soderbergh

### Actrice
- 1983 : Saigon, l'année du chat (Saigon: Year of the Cat) (TV) de Stephen Frears : Debbie
- 2004 : Marie and Bruce de Tom Cairns : Ilsa
- 2012 : Gossip Girl (série TV) - 1 épisode : elle-même
- 2014 : While We're Young de Noah Baumbach : une femme à l'école